# Aiguamoll salat estacional del Rann de Kutch
El Rann de Kutch o Gran Rann de Kach és un desert argilós que, de forma estacional, es converteix en un aiguamoll salobre. Està situat a la província biogeogràfica del desert de Thar, al districte Kutch, en l'estat de Gujarat, situat a 8 km del poblat de Kharaghoda ubicat al districte Surendranagar a la zona nord-oest de l'Índia i la província Sind del Pakistan.
El nom «Rann» prové de la paraula hindi ran (en hindi, रण, que significa 'aiguamoll salobre'), i té la seva arrel en la paraula sànscrita Irina (इरिण) que apareix en el Rig-veda (el text més antic de l'Índia, de mitjans de l'II mil·lenni a. C.) i en el Mahabharata (text epico-religiós del segle iii aC).
Es troba pròxim al Petit Rann de Kutch i a les praderies Banni en Kutch.
Kutch és el nom de el districte en el qual està ubicat. El Rann de Kutch comprèn uns 30.000 km² entre el golf de Kutch i la boca del riu Indus, al sud del Pakistan. El riu Luni, que neix al Rajasthan, desemboca a l'extrem nord-est de l'Rann.

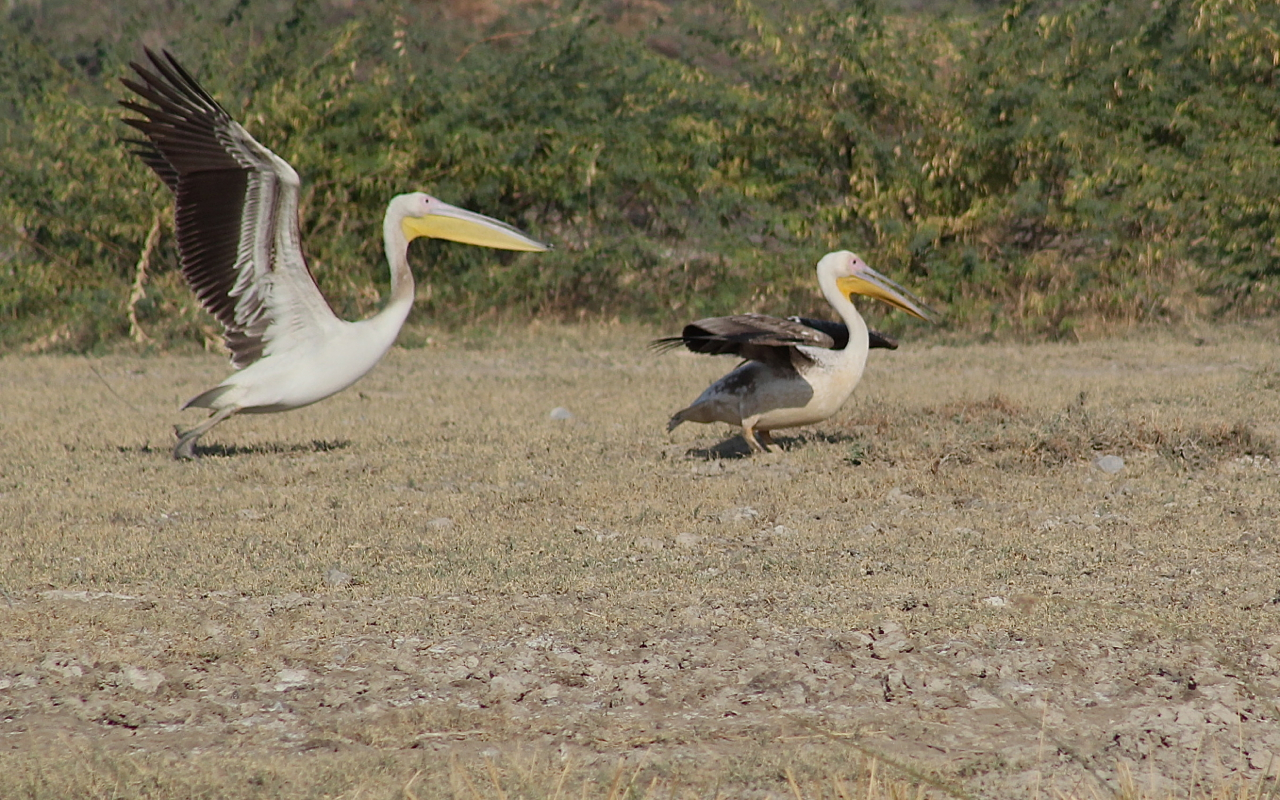
Pelicans en la zona anomenada Petit Rann de Kutch

Durant el monsó d'estiu de l'Índia, el desert d'argiles salobres i la plana de marea, que es troba a un nivell d'uns 15 metres per sobre de el nivell de la mar, s'inunda amb aigües estanques, separades per petits illots d'arbustos punxeguts, i es converteix en un refugi d'aus i lloc de cria de grans bandades de flamencs i flamencs nans.
En el seu moment de màxim apogeu, el golf de Kutch, a l'oest, i el golf de Cambay, a l'est, es troben units durant el monsó.

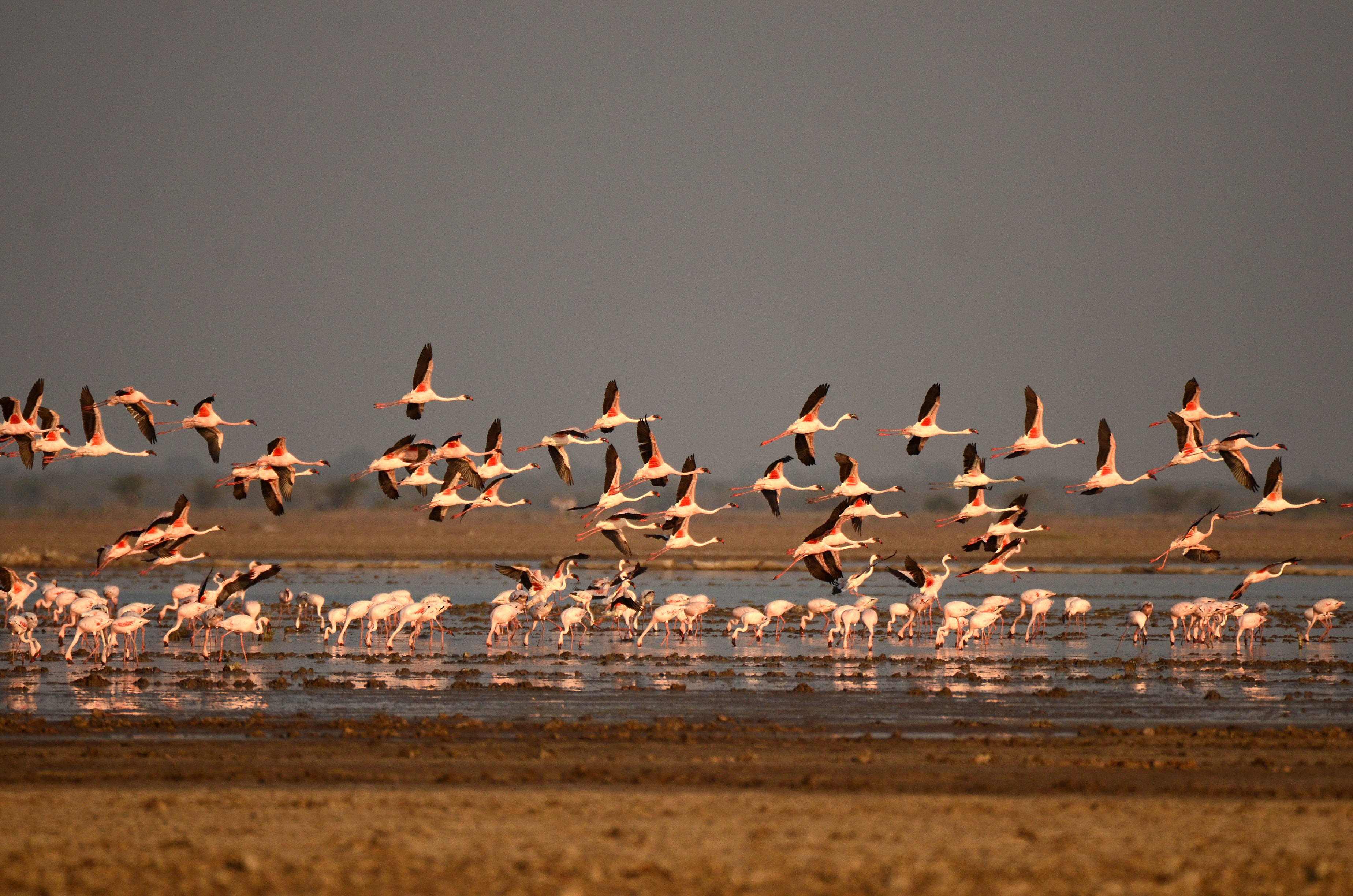
Flamencs en el Rann de Kutch

La zona era un gran albufera de la mar Aràbiga però producte de processos geològics el terreny va anar ascendint fins que es va tallar la connexió amb el mar, creant un gran llac que encara era navegable durant l'època d'Alexandre el Gran. El riu Ghaggar, que actualment descàrrega al desert de nord de Rajastan, antigament descarregava al Rann de Kutch, però els contraforts inferiors del riu es van assecar quan els seus tributaris van ser captats per les conques l'Indus i el Ganges fa diversos mil·lennis. Alguns vestigis del delta i els seus canals de distribució a l'extrem nord de l'Rann de Kutch van ser aixecats topogràficament i documentats pel Servei Geològic de l'Índia durant l'any 2000.

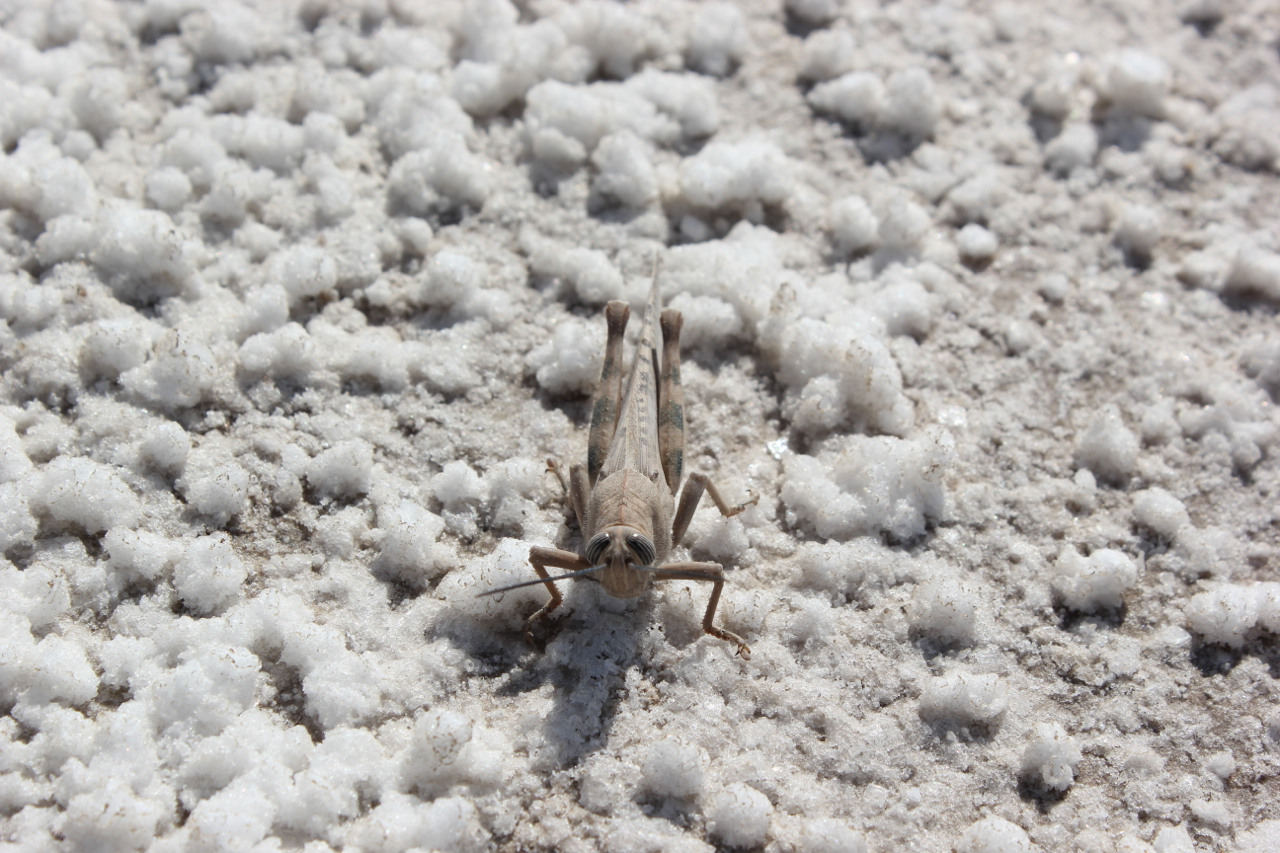
Llagosta entre sal precipitada

## Amenaces i preservació
Tot i que la major part del pantà es troba en zones protegides, els hàbitats són vulnerables al pasturatge de bestiar, a la recollida de llenya i a l'extracció de sal, tot això pot implicar un transport que pertorbi la vida salvatge. Hi ha diversos santuaris de fauna salvatge i reserves protegides al costat indi a la regió de Rann de Kutch. Des de la ciutat de Bhuj, es poden visitar diverses zones de conservació de la fauna i riquesa ecològica del districte de Kutch / Kachchh com el santuari indi del cul salvatge, el santuari de la fauna salvatge del desert de Kutch, el santuari de Narayan Sarovar, el santuari de Kutch Bustard, la reserva de les pastures de Banni i la zona humida de Chari-Dhand Reserva de conservació.